# Parque Natural da Graciosa
O Parque Natural da Graciosa (PNIGRA) é uma estrutura de conservação da natureza que agrega as áreas protegidas situadas na ilha Graciosa e no mar territorial a ela contíguo. Foi criado pelo Decreto Legislativo Regional n.º 45/2008/A, de 5 de Novembro, e é um dos nove Parques Naturais de Ilha que integram a Rede de Áreas Protegidas dos Açores, o dispositivo territorial de protecção da natureza e da biodiversidade do arquipélago dos Açores.

## Áreas protegidas
O Parque Natural da Ilha Graciosa (criado pelo Decreto Legislativo Regional n.º 45/2008/A, de 5 de Novembro) levou à criação de 8 áreas protegidas divididas por 4 categorias:

### Reservas Naturais
- Reserva Natural do Ilhéu de Baixo
- Reserva Natural do Ilhéu da Praia

### Monumento Natural
- Monumento Natural da Caldeira da Graciosa

### Áreas Protegidas para a Gestão de Habitats ou Espécies
- Área Protegida para a Gestão de Habitats ou Espécies da Ponta da Restinga
- Área Protegida para a Gestão de Habitats ou Espécies da Ponta Branca
- Área Protegida para a Gestão de Habitats ou Espécies da Ponta da Barca

### Áreas Protegidas de Gestão de Recursos
- Área Protegida de Gestão de Recursos da Costa Sudeste
- Área Protegida de Gestão de Recursos da Costa Noroeste